# Кызылсок
Кызылсок (каз. Қызылсоқ) — село в Жамбылском районе Алматинской области Казахстана. Входит в состав Карасуского сельского округа. Код КАТО — 194253500.

## Население
В 1999 году население села составляло 141 человек (74 мужчины и 67 женщин). По данным переписи 2009 года, в селе проживали 194 человека (101 мужчина и 93 женщины).